# Süße Magnolien
Süße Magnolien (Originaltitel: Sweet Magnolias) ist eine US-amerikanische Serie von Sheryl J. Anderson, die auf der gleichnamigen elfteiligen Buchreihe von Sherryl Woods basiert. Die Erstveröffentlichung fand am 19. Mai 2020 beim Streaminganbieter Netflix statt. Im Juli 2020 bestellte Netflix eine zweite Staffel der Serie, die am 4. Februar 2022 anlief. Im Mai 2022 wurde eine 3. Staffel angekündigt, die seit dem 20. Juli 2023 auf Netflix verfügbar ist. Die vierte Staffel erschien am 6. Februar 2025. In dieser Serie geht es um Freundschaft, Vertrauen und Familie. Im April 2025 wurde die Serie um eine fünfte Staffel verlängert.

## Handlung
Süße Magnolien erzählt die Geschichte von drei Freundinnen aus den Südstaaten in der fiktiven Stadt Serenity, die bereits seit ihrer Schulzeit befreundet sind. Inzwischen meistern sie auch die täglichen Herausforderungen im Liebes-, Familien- und Berufsleben gemeinsam.

## Besetzung und Synchronisation
Die deutschsprachige Synchronisation entstand nach einem Dialogbuch von Benjamin Wolfgarten im Auftrag der Berliner Synchron. Die Erstveröffentlichung fand als OmU statt, da die Synchronisation aufgrund der COVID-19-Pandemie nicht vollständig abgeschlossen werden konnte.
| Rolle             | Darsteller            | Synchronsprecher     | Kurzbeschreibung                                       |
| ----------------- | --------------------- | -------------------- | ------------------------------------------------------ |
| Maddie Townsend   | JoAnna Garcia-Swisher | Giuliana Jakobeit    | Geschieden von Bill, heiratet Cal in Staffel vier.     |
| Dana Sue Sullivan | Brooke Elliott        | Ilka Teichmüller     | Freundin von Maddie und Eigentümerin eines Restaurants |
| Helen Decatur     | Heather Headley       | Anke Reitzenstein    | Freundin und Anwältin von Maddie                       |
| Bill Townsend     | Chris Klein           | Marius Clarén        | Ex-Mann von Maddie, stirbt in Staffel vier             |
| Cal Maddox        | Justin Bruening       | Armin Schlagwein     | Baseballtrainer und Maddies zweiter Mann               |
| Kyle Townsend     | Logan Allen           | Tom Raczko           | Maddies und Bills jüngster Sohn                        |
| Annie Sullivan    | Anneliese Judge       | Anna Amalie Blomeyer | Dana Sues Tochter                                      |
| Tyler Townsend    | Carson Rowland        | Tobias Diakow        | Maddies und Bills ältester Sohn                        |

## Episodenliste

### 1. Staffel
| Nr.                                                                                            | Deutscher Titel                 | Originaltitel               | Regie          |
| ---------------------------------------------------------------------------------------------- | ------------------------------- | --------------------------- | -------------- |
| 1                                                                                              | Lass es raus                    | Pour It Out                 | Norman Buckley |
| 2                                                                                              | Schulterschluss                 | A United Front              | Norman Buckley |
| 3                                                                                              | Den Dürstenden zu trinken geben | Give Drink to the Thirsty   | Kelli Williams |
| 4                                                                                              | Frei von jeder Bürde            | Lay It All Down             | Kelli Williams |
| 5                                                                                              | Erst tanzen, dann denken        | Dance First, Think Later    | Norman Buckley |
| 6                                                                                              | Mit den besten Absichten        | All Best Intentions         | Norman Buckley |
| 7                                                                                              | Meine Hand ist ausgestreckt     | Hold My Hand                | Laura Nisbet   |
| 8                                                                                              | O die tollen Sterblichen!       | What Fools These Mortals Be | Laura Nisbet   |
| 9                                                                                              | Überall, nur nicht hier         | Where You Find Me           | Norman Buckley |
| 10                                                                                             | Stürme und Regenbogen           | Storms and Rainbows         | Norman Buckley |
| Am 19. Mai 2020 wurden alle Folgen der ersten Staffel gleichzeitig bei Netflix veröffentlicht. |                                 |                             |                |

### 2. Staffel
| Nr. (ges.)                                                                                         | Nr. (St.) | Deutscher Titel               | Originaltitel             | Regie              | Drehbuch           |
| -------------------------------------------------------------------------------------------------- | --------- | ----------------------------- | ------------------------- | ------------------ | ------------------ |
| 11                                                                                                 | 1         | Aufläufe und Aufruhr          | Casseroles and Casualties | Norman Buckley     | Sheryl J. Anderson |
| 12                                                                                                 | 2         | So viel zu sagen              | So Much to Say            | Norman Buckley     | Anthony Epling     |
| 13                                                                                                 | 3         | Die Dinge ändern sich         | The More Things Change    | Mykelti Williamson | Valerie C. Woods   |
| 14                                                                                                 | 4         | Der Weg des Glaubens          | Walk of Faith             | Mykelti Williamson | Caron Tschampion   |
| 15                                                                                                 | 5         | Große Erwartungen             | Great Expectations        | Norman Buckley     | Shani Am. Moore    |
| 16                                                                                                 | 6         | Vergebung                     | Find It in Your Heart     | Norman Buckley     | Anthony Epling     |
| 17                                                                                                 | 7         | Fragile Dinge                 | Fragile Things            | Yangzom Brauen     | Valerie C. Woods   |
| 18                                                                                                 | 8         | Die Spielregeln               | The Rules of the Game     | Yangzom Brauen     | Caron Tschampion   |
| 19                                                                                                 | 9         | Mein Herz                     | Dear Heart                | Mary Lou Belli     | Shani Am. Moore    |
| 20                                                                                                 | 10        | Vielleicht willst du gedenken | If Thou Wilt, Remember    | Mary Lou Belli     | Sheryl J. Anderson |
| Am 4. Februar 2022 wurden alle Folgen der zweiten Staffel gleichzeitig bei Netflix veröffentlicht. |           |                               |                           |                    |                    |

### 3. Staffel
| Nr. (ges.)                                                                                       | Nr. (St.) | Deutscher Titel                      | Originaltitel               | Regie          | Drehbuch                          |
| ------------------------------------------------------------------------------------------------ | --------- | ------------------------------------ | --------------------------- | -------------- | --------------------------------- |
| 21                                                                                               | 1         | Ich wollte es dir sagen              | Meaning to Tell You         | Norman Buckley | Sheryl J. Anderson                |
| 22                                                                                               | 2         | Komm mir entgegen                    | Meet Me Where I Am          | Norman Buckley | Caron Tschampion                  |
| 23                                                                                               | 3         | Die Suchenden                        | The Searchers               | Lauren Petzke  | Anthony Epling                    |
| 24                                                                                               | 4         | Mut                                  | Be Bold                     | Lauren Petzke  | Barret Helms                      |
| 25                                                                                               | 5         | Auf dieser Grundlage                 | On This Foundation          | Norman Buckley | Shani Am. Moore                   |
| 26                                                                                               | 6         | Ein Stern, nach dem ich steuern kann | And a Star to Steer Her By  | Norman Buckley | Caron Tschampion & Anthony Epling |
| 27                                                                                               | 7         | Sehnsucht                            | Somebody I’m Longing to See | Joy T. Lane    | Anthony Epling                    |
| 28                                                                                               | 8         | Das Spiel                            | Beat Me at My Own Game      | Joy T. Lane    | Shani Am. Moore                   |
| 29                                                                                               | 9         | Stille Post                          | A Game of Telephone         | Mary Lou Belli | Barret Helms                      |
| 30                                                                                               | 10        | Halt meinen Platz frei               | Save My Place               | Mary Lou Belli | Sheryl J. Anderson & Sara Jumel   |
| Am 20. Juli 2023 wurden alle Folgen der dritten Staffel gleichzeitig bei Netflix veröffentlicht. |           |                                      |                             |                |                                   |

## Produktion
Am 27. September 2018 wurde bekanntgegeben, dass Netflix eine Fernsehserie auf Grundlage der Sweet-Magnolias-Buchreihe von Sherryl Woods in Auftrag gegeben hatte. Die Serie wurde am 19. Mai 2020 uraufgeführt.
Am 30. Mai 2019 wurden Monica Potter, Brooke Elliott und Heather Headley als Hauptdarstellerinnen bekannt gegeben. Am 1. August 2019 wurde JoAnna Garcia Swisher als Maddie Townsend besetzt und ersetzte damit Potter.